# Oliver Skipp
Oliver William Skipp (* 16. září 2000 Welwyn Garden City) je anglický profesionální fotbalista, který hraje na pozici defensivního záložníka za anglický klub Tottenham Hotspur FC a za anglický národní tým do 21 let.

## Klubová kariéra

### Tottenham Hotspur
Skipp hrál v dětství za Bengeo Tigers FC. V roce 2013 z něj přešel do akademie Tottenhamu Hotspur. Do prvního týmu se dostal v roce 2018. Profesionálně debutoval v utkání anglického ligového poháru proti West Hamu United. V Premier League pak odehrál první zápas 5. prosince 2018 proti Southamptonu.

#### Norwich City (hostování)
V létě 2020 odešel Skipp na jednosezónní hostování do druholigového týmu Norwich City FC, se kterým vybojoval postup do Premier League. Po konci tohoto hostování se vrátil do Tottenhamu, kde pravidelně nastupuje.

## Reprezentační kariéra
Skipp reprezentoval Anglii v několika mládežnických kategoriích.
11. října 2019 odehrál svůj první zápas za tým do 21 let, když nastoupil do utkání proti Slovinsku.